# Tour de Flandes 1946
El Tour de Flandes 1946, la 30ª edición de esta clásica ciclista belga. Se disputó el 16 de abril de 1946.
El ganador fue el belga Rik van Steenbergen, que se impuso en solitario en la llegada a Wetteren. Van Steenbergen ya había ganado la edición de 1944. El francés Louis Thiétard acabó segundo, mientras que el belga Briek Schotte acabó en tercera posición. 
Se inscribieron 210 corredores, de los cuales acabaron 37.

## Clasificación General
| Posición | Ciclista            | Equipo             | Tiempo     |
| -------- | ------------------- | ------------------ | ---------- |
| 1        | Rik van Steenbergen | Mercier-Hutchinson | 6h 51' 00" |
| 2        | Louis Thiétard      | Metropole-Dunlop   | + 1' 06"   |
| 3        | Briek Schotte       | Alcyon-Dunlop      | + 1' 06"   |
| 4        | Albert Sercu        | Dilecta-Wolber     | + 5' 36"   |
| 5        | Sylvain Grysolle    | Rochet-Dunlop      | + 5' 36"   |
| 6        | Michel Remue        | Alcyon-Dunlop      | + 5' 36"   |
| 7        | Camille Beeckman    | Thompson           | + 5' 36"   |
| 8        | Georges Claes       | Rochet-Dunlop      | + 5' 36"   |
| 9        | Marcel Kint         | Mercier-Hutchinson | + 5' 36"   |
| 10       | Maurice Clautier    | Thompson           | + 5' 36"   |